# Francis Younghusband
Sir Francis Edward Younghusband (Murree, 31 de maio de 1863 - 31 de julho de 1942) foi um oficial do Exército Britânico, explorador, e espiritualista. Ficou célebre pelas suas viagens pelo Extremo Oriente e Ásia Central, pelos livros onde narrou as suas viagens e pelo massacre de soldados tibetanos em 1904. Younghusband foi comissário britânico no Tibete e Presidente da Royal Geographical Society. 

## Biografia
Em 1897, Younghusband casou-se com Helen Augusta Magniac, filha de Charles Magniac, MP. O irmão de Augusta, Vernon, serviu como secretário particular de Younghusband durante a expedição ao Tibete.

### Carreira militar e de explorador
Em 1886 Younghusband deixou o seu regimento e iniciou as suas explorações como membro da missão que o Governo colonial da Índia enviou à Manchúria. Regressou à Índia a partir de Pequim passando por Kalgan, Kukuchoto, e, depois desta escala, atravessou o deserto de Gobi em direcção ao Altai, através da rota do deserto que se dirige e Zungaria a Hami, depois a Turfã e, finalmente, a Kashgar. Daí continuou para sul pelo passo Mustagh, por cartografar e longamente esquecido, até ao Baltistão e Caxemira, de onde chegou em 1887. No regresso, Younghusband foi eleito como membro mais jovem da Royal Geographical Society e condecorado com a medalha de ouro desta instituição. Conseguiu ampliar grandemente o conhecimento geográfico e geológico da zona, assim como proporcionar nova e importante informação ao serviço geodésico do governo inglês na Índia. Entre outros acidentes geográficos, destaca a sua chegada em Setembro de 1887 ao K2 ou Dapsang, a segunda montanha mais alta da Terra, com 8.611 metros de altitude.

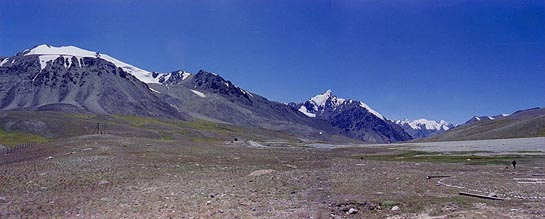
O Passo Khunjerab, explorado por Younghusband

Depois desta primeira viagem, realizou uma nova expedição à vizinha meseta do Pamir em 1889 com una pequena escolta de gurkhas. Levou a cabo também uma série de observações da zona do vale do rio Hunza, por cartografar, e no passo Khunjerab, na cordilheira do Caracórum. Enquanto estava acampado num remoto lugar de Hunza, Younghusband recebeu um mensageiro que lhe trazia um convite para um jantar com o capitão Gromchevsky, seu homólogo russo no Grande Jogo, a rivalidade entre russos e ingleses pelo controlo da Ásia Central. Younghusband aceitou o convite de Gromchevsky, e depois do jantar os rivais estiveram a conversar toda a noite, partilhando brandy e vodka e discutindo a possibilidade de os russos invadirem a Índia. Gromchevsky impressionou Younghusband com a habilidade hípica da sua escolta cossaca; Younghusband fez o mesmo com Gromchevsky graças à pontaria dos seus gurkhas. Depois do encontro, Gromchevsky retomou o seu caminho em direcção a Caxemira, enquanto Younghusband continuou com a sua exploração de Hunza.
Em 1890 foi transferido temporariamente para o Serviço Político Indiano como oficial político. Em 1890-1891, depois da incorporação nesse departamento, esteve novamente no Pamir e, após a anexação definitiva de Hunza pelos britânicos, foi nomeado oficial político desde novo território da Índia Britânica. Quando desempenhava este serviço, numa das suas viagens, descobriu para Ocidente o monte Tagharma, de 7.860 m de altitude, que tem a peculiaridade de contar com dois maciços separados e de quase igual altitude. Depois deste destino, foi sucessivamente enviado como agente ou oficial político em vários principados da zona. Entre 1896 e 1897 foi correspondente do jornal "The Times of London" em África, concretamente no Transvaal e Rodésia, onde se avizinhava a Segunda Guerra Boer.
Com a patente de major, serviu como comissário britânico no Tibete de 1902 a 1904. Em 1903-1904, sob ordens do Vice-rei da Índia, Lord Curzon, uniu-se a John Claude White, oficial político em Sikkim, e conduziu uma missão militar para por fim às disputas fronteiriças entre Sikkim e Tibete e evitar qualquer influência russa neste país. A missão converteu.se de facto numa invasão em grande escala, e depois de vários combates as tropas britânicas ocuparam Lhasa, o que teve como resultado o Tratado Anglo-Tibetano de 1904 e a fuga do XIII Dalai Lama para a Mongólia, que permaneceu no exílio até 1911. A força britânica recebeu o apoio do rei Ugyen Wangchuck do Butão, que foi nomeado cavaleiro do Império da Índia.
Professor em Cambridge (1905-1906), Younghusband foi depois residente em Caxemira entre 1906 e 1909, antes de regressar à Grã-Bretanha, onde se converteu em membro activo de vários clubes e sociedades. Foi enobrecido em 1913. Durante a Primeira Guerra Mundial, o seu movimento patriótico, Fight for Right, promoveu a célebre canção "Jerusalém". Foi eleito presidente da Royal Geographical Society em 1919, e alentou os alpinistas a tentar a primeira ascensão ao Monte Everest. Patrocinou as fracassadas expedições de 1921, 1922 e 1924 que acabaram com a morte de George Leigh Mallory e de Andrew Irvine.
Em 1938 Younghusband estimulou Ernst Schäfer, líder da expedição alemã ao Tibete, a passar furtivamente a fronteira, mas viu-se a braços com a intransigência do governo britânico com Schäfer, membro das Schutzstaffel.

### Vida espiritual
A educação religiosa de Younghusband teve profunda influência nos seus últimos anos de vida. Já em 1884 escrevera no seu diário que "através da minha vida devo levar a mensagem divina de Deus à humanidade". Posteriormente, durante a sua convalescência após um acidente, leu "O reino de Deus está em vós", de Leon Tolstoi - um livro que também influenciou consideravelmente Mahatma Gandhi.
Younghusband fundou o World Congress of Faiths em 1936 e escreveu vários livros sobre fé e espiritualidade. Influenciou uma das suas criadas, Gladys Aylward, a converter-se em missionária cristã na China.

## Obras
Entre as suas numerosas obras encontram-se:
- The Heart of a Continent (1898)
- Kashmir (1909)
- India and Tibet: Within (1912)
- The Epic of Everest (1927)
- Down India (1930)
- Everest: The Challenge (1936)
- The Sum of Things (1939)